# オフィチウム
『オフィチウム』（Officium）は、1994年にECMレコードから発表された、ノルウェーのジャズ・サックス奏者ヤン・ガルバレクとグレゴリオ聖歌合唱カルテットのヒリヤード・アンサンブルのコラボレーションによるアルバム。
グレゴリオ聖歌を基調にした合唱隊とジャズ・サックス奏者との異色の組み合わせであるが、アルバムはECMレーベルで最大の150万枚のセールスを記録した。プロデューサーのマンフレート・アイヒャーは「音の光、眼前の闇」と評している。このコラボレーションで1999年に『ムネモシュネ』（Mnemosyne）を、2010年に『オフィチウム・ノヴム』（Officium Novum）を発表している。

## 収録曲
| #   | タイトル                                                 | 作詞・作曲                   | 時間 |
| --- | -------------------------------------------------------- | ---------------------------- | ---- |
| 1.  | 「"Parce mihi domine"」(主よ、わたしを見逃してください)  | クリストバル・デ・モラーレス | 6:42 |
| 2.  | 「"Primo tempore"」(はじめは)                            | 作者不詳                     | 8:03 |
| 3.  | 「"Sanctus"」(サンクトゥス)                              | 作者不詳                     |      |
| 4.  | 「"Regnantem Sempiterna"」(とこしえに統べる方を)         | 作者不詳                     | 5:36 |
| 5.  | 「"O Salutaris Hostia"」(救いなるいけにえよ)             | ピエール・ド・ラ＝リュー     | 4:34 |
| 6.  | 「"Procedentem sponsum"」(寝屋から出て来た花婿を)        | 作者不詳                     | 2:50 |
| 7.  | 「"Pulcherrima rosa"」(この上なく美しいばらが)           | 作者不詳                     | 6:55 |
| 8.  | 「"Parce mihi domine"」(主よ、わたしを見逃してください)  | クリストバル・デ・モラーレス | 5:35 |
| 9.  | 「"Beata viscera"」(祝せられた胎よ)                      | ペロティヌス                 | 6:34 |
| 10. | 「"De spineto nata rosa"」(いばらの茂みから生じたばらよ) | 作者不詳                     | 2:30 |
| 11. | 「"Credo"」(クレード)                                    | 作者不詳                     | 4:14 |
| 12. | 「"Ave maris stella"」(幸あれ,海の星よ)                  | ギヨーム・デュファイ         |      |
| 13. | 「"Virgo flagellatur"」(かの処女はむちで打たれ)          | ギヨーム・デュファイ         | 5:19 |
| 14. | 「"Oratio Ieremiae"」(預言者エレミアの祈り)              | ギヨーム・デュファイ         | 5:00 |
| 15. | 「"Parce mihi domine"」(主よ、わたしを見逃してください)  | クリストバル・デ・モラーレス | 6:52 |

## メンバー
- ヒリヤード・アンサンブル
  - デイヴィッド・ジェームズ - カウンターテノール
  - ロジャーズ・カヴィ＝クランプ - テノール
  - ジョン・ポッター - テノール
  - ゴードン・ジェームズ - バリトン
- ヤン・ガルバレク - ソプラノ・サクソフォーン & アルト・サクソフォーン